# Мэнко
Мэнко (яп. めんこ) — японская карточная игра, в которой участвуют двое и более человек. Также это название карт, используемых для игры в Мэнко. Каждый игрок использует карты Мэнко, изготовленные из плотной бумаги или картона, с отпечатанными на одной или обеих сторонах изображениями из аниме, манги и прочего. Один игрок размещает игровую карту на паркете или бетонном полу, а другой игрок бросает вниз свою карту, пытаясь перевернуть карту соперника порывом воздуха от падения или ударом карты о другую карту. В случае успеха, игрок забирает себе обе карты. Игрок, собравший все карты или большую часть из них к концу игры, побеждает.

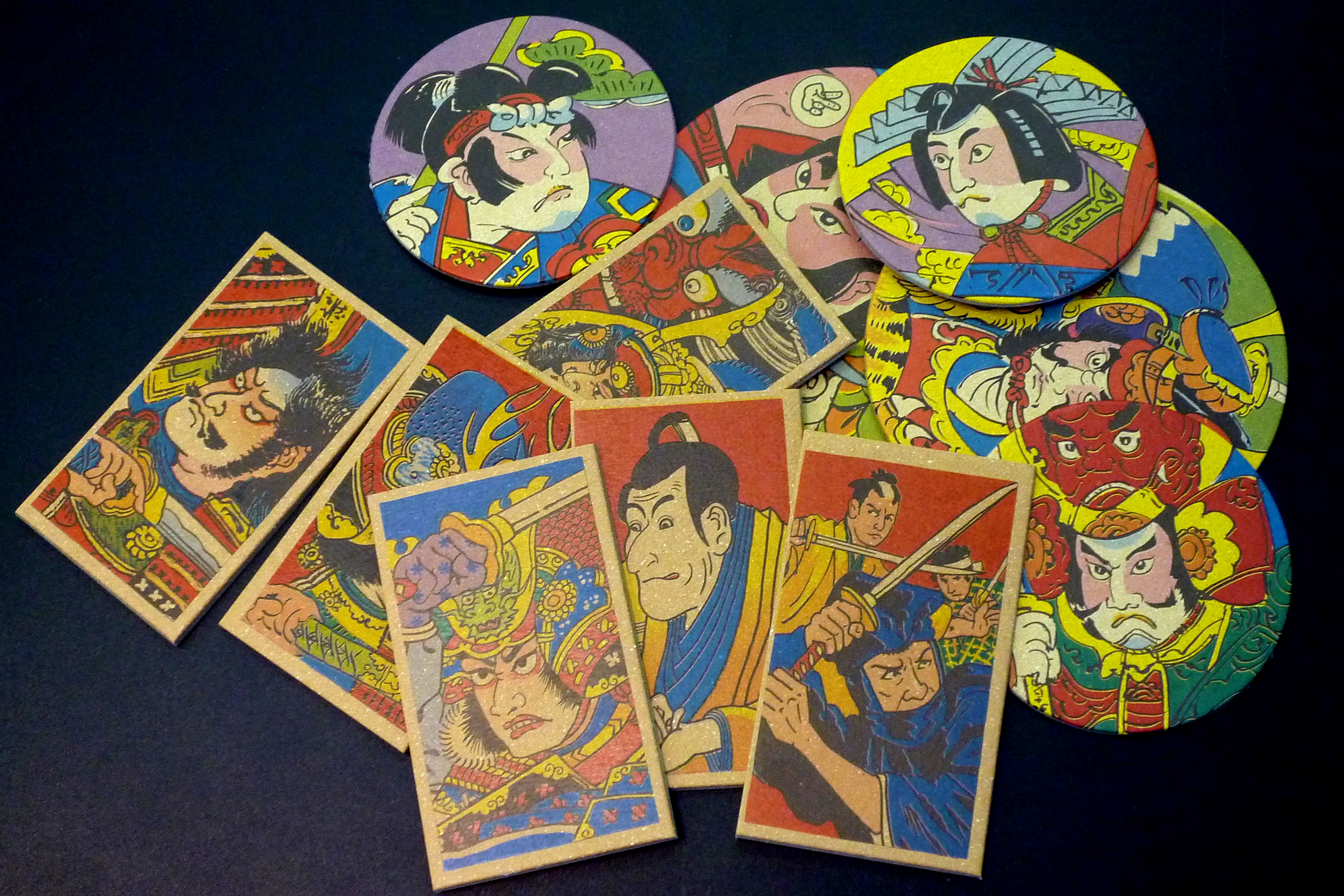
Прямоугольные и различного размера круглые карты Мэнко.

Мэнко была популярна с периода Эдо. Простота правил и скорость игры обеспечили игре популярность среди детей всех возрастных групп. Важность техники в этой игре обеспечивает честное соревнование между детьми младшего возраста с игроками постарше.
Изображения на картах Мэнко отражают культуру своего времени. Так карты Мэнко из прошлого передают важную информацию о своей эпохе. В период Эдо и раннем периоде Мэйдзи были популярны изображения ниндзя и самураев. До Второй Мировой Войны самыми популярными были изображения военной техники, истребителей, линкоров. После войны были популярны персонажи из аниме и манги, равно как и бейсболисты. Коллекционеры японских бейсбольных карточек также собирают бейсбольные карточки Мэнко. Со второй половины восьмидесятых до первой половины девяностых годов, карточки Мэнко декорировались голограммами и блёстками.